# Góra (Silésie)
Pour les articles homonymes, voir Góra (homonymie).
Góra est une localité polonaise de la gmina de Miedźna, située dans le powiat de Pszczyna en voïvodie de Silésie.